# BNP Paribas Open 2017

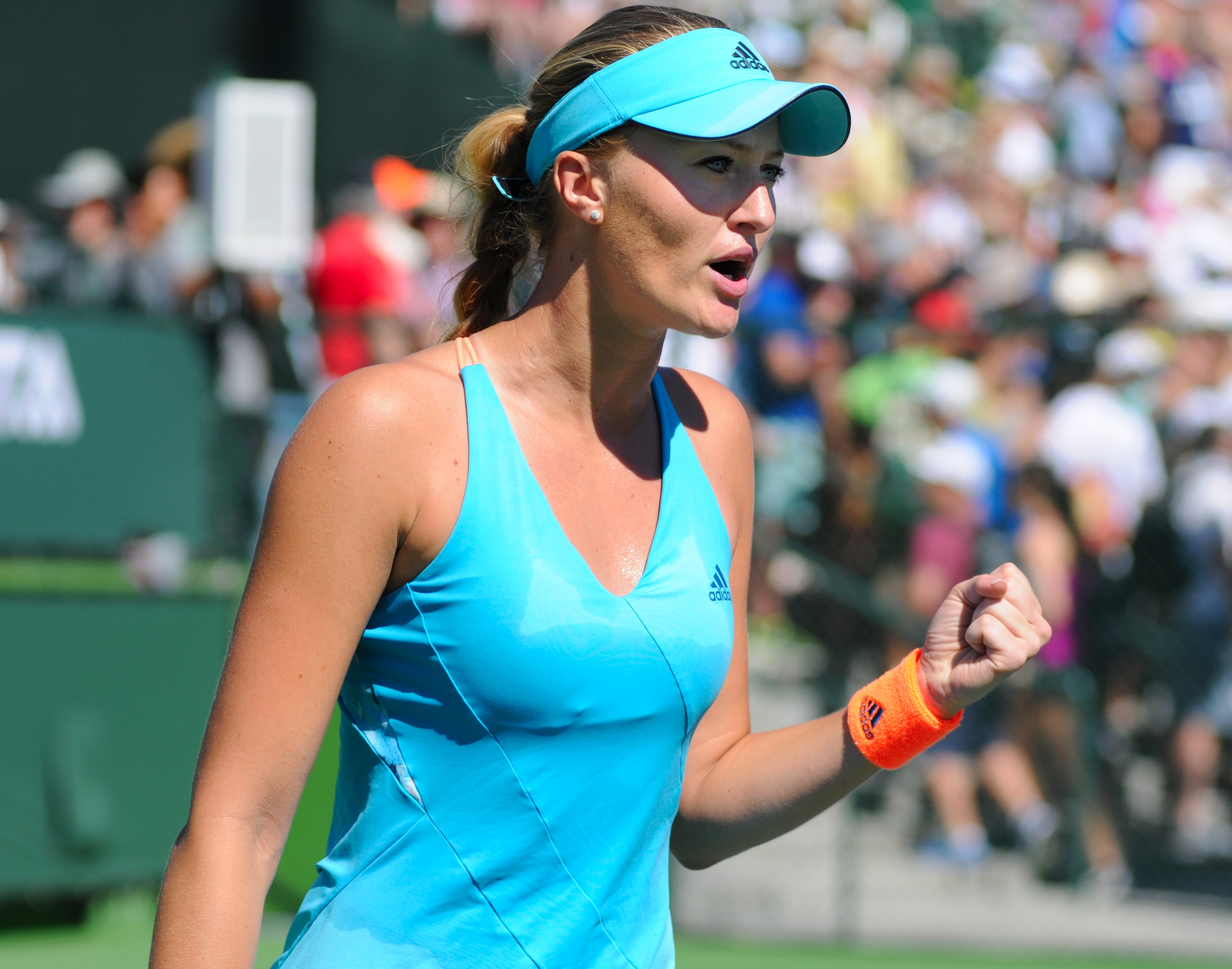
Полуфиналистка одиночного турнира среди женщин Кристина Младенович.

BNP Paribas Open 2017 — ежегодный профессиональный теннисный турнир, в 44-й раз проводившийся в небольшом калифорнийском городке Индиан-Уэллс на открытых хардовых кортах. Мужской турнир имеет категорию ATP Masters 1000, а женский — WTA Premier Mandatory.
Соревнование открывало мини-серию из двух турниров, основная сетка которых играется более 1 недели (следом намечен турнир в Майами).
Соревнования были проведены на кортах Indian Wells Tennis Garden — с 6 по 19 марта 2017 года.
Прошлогодние победители:
- мужчины одиночки —  Новак Джокович.
- женщины одиночки —  Виктория Азаренко.
- мужчины пары —  Николя Маю /  Пьер-Юг Эрбер.
- женщины пары —  Коко Вандевеге /  Бетани Маттек-Сандс.

## Общая информация
Мужской одиночный турнир собрал девять представителей топ-10 мирового рейтинга. На турнир не смог приехать только четвёртый в мире на тот момент Милош Раонич. Первым номером посева стал лидер мировой классификации Энди Маррей. Британец проиграл первый же матч на турнире теннисисту из квалификации Вашеку Поспишилу на стадии второго раунда. Чемпион трёх последних розыгрышей Новак Джокович был посеян под вторым номером. На этот раз пятикратному чемпиону турнира удалось пройти толлько до четвёртого раунда, где серб проиграл австралийцу Нику Кирьосу. Следующим по количеству титулов на местном турнире после Джоковича был Роджер Федерер (№ 10 в мире на тот момент), который был посеян по № 9. Швейцарцу удалось одержать победу и сравняться с Джоковичем по титулам в Индиан-Уэллсе (до этого он выигрывал с 2004 по 2006 и 2012 годах). В финале он переиграл № 3 посева и своего соотечественника Стэна Вавринку. Представители одной страны в финале мужского одиночного турнира встретились здесь впервые с 2001 года. В основном турнире приняли участие пять представителей России, но ни кому из них не удалось пройти дальше второго раунда.
В мужском парном разряде победу отпраздновали Равен Класен и Раджив Рам, которые были посеяны под шестым номером. В финале им удалось обыграть восьмых номеров посева Лукаша Кубота и Марсело Мело. Прошлогодние чемпионы Николя Маю и Пьер-Юг Эрбер защищали свой титул в качестве первого номера посева, однако во втором раунде проиграли сербскому дуэту Новак Джокович и Виктор Троицки.
В женском одиночном турнире, как и в мужском, выступили девять теннисисток из первой десятки. В последний момент снялась с турнира лидер мирового рейтинга Серена Уильямс из-за травмы левого колена. Также пропустила турнир и его прошлогодняя чемпионка Виктория Азаренко, которая находилась в декрете. В итоге посев возглавила — второй номер — Анжелика Кербер. Немка доиграла до четвёртого раунда, где её вывела из борьбы № 14 посева Елена Веснина. Третий номер посева Каролина Плишкова выступила лучше и смогла пройти в полуфинал, но на этой стадии она проиграла ещё одной россиянке Светлане Кузнецовой. Таким образом, впервые с 2006 года в женском одиночном турнире в Индиан-Уэллсе состоялся «русский финал». Победу смогла отпраздновать Веснина, а Кузнецова, сыгравшая здесь уже третий решающий матч (до этого в 2007 и 2008 годах), так и не смогла завоевать престижный титул. Всего в основной сетке турнира приняло участие шесть россиянок, помимо Весниной и Кузнецовой можно отметить выступление Анастасии Павлюченковой, дошедшей до четвертьфинала.
Парный приз у женщин достался дуэту Мартина Хингис и Чжань Юнжань, которые имели шестой номер посева. Для Хингис победа на местном турнире в парном разряде стала третьей в карьере (до этого в 1999 году с Анной Курниковой и 2015 году с Саней Мирзой). Прошлогодние победительницы Коко Вандевеге и Бетани Маттек-Сандс не защищали свой титул, однако обе приняли участие в розыгрыше турнира. Маттек-Сандс в паре с Луцией Шафаржовой имела первый номер посева и добралась до полуфинала, где уступила победительницам этого года. Вандевеге в паре с Шелби Роджерс не имела посев и выбыла в первом же раунде.

## Соревнования

### Одиночный турнир

#### Мужчины
Роджер Федерер обыграл  Стэна Вавринку со счётом 6-4, 7-5.
- Федерер выиграл 2-й одиночный титул в сезоне и 90-й за карьеру в основном туре ассоциации.
- Вавринка сыграл 1-й одиночный финал в сезоне и 26-й за карьеру в основном туре ассоциации.

#### Женщины
Елена Веснина обыграла  Светлану Кузнецову со счётом 6-7(6) 7-5 6-4.
- Веснина выиграла 1-й одиночный титул в сезоне и 3-й за карьеру в туре ассоциации.
- Кузнецова сыграла 1-й одиночный финал в сезоне и 40-й за карьеру в туре ассоциации.

### Парный турнир

#### Мужчины
Равен Класен /  Раджив Рам обыграли  Лукаша Кубота /  Марсело Мело со счётом 6-7(1), 6-4, [10-8].
- Класен выиграл 2-й парный титул в сезоне и 13-й за карьеру в основном туре ассоциации.
- Рам выиграл 2-й парный титул в сезоне и 12-й за карьеру в основном туре ассоциации.

#### Женщины
Мартина Хингис /  Чжань Юнжань обыграли  Луцию Градецкую /  Катерину Синякову со счётом 7-6(4) 6-2.
- Хингис выиграла 1-й парный титул в сезоне и 56-й за карьеру в туре ассоциации.
- Чжань выиграла 2-й парный титул в сезоне и 19-й за карьеру в туре ассоциации.